# Hoppál Mihály Band
A Hoppál Mihály Band 2014 őszén alakult, a névadó, alapító – több világzenei formációból ismert[forrás?] – Hoppál Mihály Hunor művészeti vezetésével. Három műfaj elemeiből alakították ki hangzásukat: dzsessz, világzene, megzenésített vers. 2015-ben megnyerték a Dalok.hu különdíját a Szimpla Lemming Programban.  Keresik az egyedi, szokásostól eltérő zenei megoldásokat. Előszeretettel alkalmazzák kortárs költők (Jónás Tamás, Gál Hedda, Szabó T. Anna) szövegeit dalaikban. Irodalmi rendezvények rendszeres fellépői, gyakran szerepelnek kortárs költők (Jónás Tamás) társaságában. Házigazdái a minden nyáron megrendezésre kerülő szoládi Ízek Versek Madárfütty fesztiválnak.

## Tagok
- Borzsák Kamilla - fuvola, harmonika
- Hoppál Mihály Hunor (BassPoetry) - basszusgitár, gitár, nagybőgő, brácsa, hegedű
- Kovács Mihály - ének, gitár
- Nedeczky Júlia - ének, klarinét

Korábbi tagok
- Bartók Máté - szaxofon, EWI
- Éles Gina - ének, zongora
- Futó Ádám (RunnAir) - beatbox, rap, hangeffektusok

Állandó vendégek
- Buzás Gabriella - ének
- Mikolai Márta - ének, scat
- Siska Tamás - dob, ütőhangszerek
- Süle Ferenc - dob, ütőhangszerek
- Farkas Virág - harmonika, zongora

## Diszkográfia
- Pillangóhatás (2015)
- Tilos csillagon (2015)
- Ősanya (2016)
- Cigányidők (2019)

## Klipek
- Tavaszi anzix
- Szubjektív tangó
- Indulj el egy úton
- Bóbita
- Rejtőzz el